# Peter Christian Abildgaard
Peter Christian Abildgaard (født 22. december 1740 i København, død 21. januar 1801 sammesteds) var en dansk læge og veterinær. Han blev taget ud af Metropolitanskolen af faderen Søren Abildgaard, da der ikke var penge til at han kunne læse videre. I stedet blev han sat i apotekerlære og fik mulighed for at lære kemi, og det lykkedes ham efter fem år at komme på Københavns Universitet, hvor han studerede medicin. Her excellerede han og var blandt tre udvalgte medicinstuderende, som af Frederik 5. blev sendt til Lyon for på denne bys veterinærskole at lære at behandle den grasserende kvægsyge.
På Struensees opfordring grundlagde han i 1773 på Christianshavn Veterinærskolen, som er en af Europas ældste, og hvis første bibliotek bestod af Abildgaards egen bogsamling.
Skolen blev i 1858 flyttet til Frederiksberg som Den Kongelige Veterinær- og Landbohøjskole, som 1. januar 2007 fusionerede med Københavns Universitet, hvor der undervises både i veterinær- og jordbrugsfag.
Abildgaard grundlagde desuden i 1789 Naturhistorisk Selskab. Til hans disciple hørte den svenske anatom Arvid Florman. Han var desuden selv en bogsamler, og afhændede ved sin død sin samling på 2.156 bind til Veterinærskolen.
Han er begravet på Assistens Kirkegård i København, hvorpå er rejst et monument med skulpturer udført af hans bror, Nicolai Abildgaard, og indskrift forfattet af vennen Christian Colbjørnsen.